# جورج ماكسويل
جورج ماكسويل (بالإنجليزية: George Maxwell)‏ هو محام بالقضاء العالي وسياسي بريطاني وأسترالي وبريطاني (وحمل سابقاً جنسية المملكة المتحدة لبريطانيا العظمى وأيرلندا)، ولد في 30 أبريل 1859 في المملكة المتحدة، وتوفي في 25 يونيو 1935 في أستراليا. حزبياً، نشط في Nationalist Party (Australia) ‏. وقد انتخب عضو مجلس النواب الأسترالي عن دائرة Division of Fawkner ‏ (5 مايو 1917 – 25 يونيو 1935).